# Банково право
Банковото право е междуотраслов за правото комплексен набор от правни норми, който урежда обществените отношения, възникващи във връзка с дейността на банковата система. В тези частно-правни отношения винаги едната страна е банка или друга финансова институция.
Банковото право се състои от норми на търговското право, тъй като банките са търговци на пари, на административното право (доколкото дейността на банките подлежи на административен банков надзор), както и на финансовото право (тъй като централната банка е част от системата на публичните финанси). 